# Aeroportul Shakhtyorsk
Aeroportul Shakhtyorsk (IATA: EKS, ICAO: UHSK) este un aeroport din Regiunea Sahalin, Rusia. Aeroportul a fost tranzitat în 2021 de 8.347 de pasageri.
aeroportul dispune de o singură pistă.